# Грылево
Грылево — деревня в Пеновском муниципальном округе Тверской области. 

## География
Деревня находится в 61 км к югу от посёлка Пено.

## История
В конце XIX — начале XX века деревня являлась центром Грылевской волости Осташковского уезда Тверской губернии. 
С 1929 года деревня входила в состав Мошаровского сельсовета Пеновского района Великолукского округа Западной области, с 1935 года — в составе Калининской области, с 1944 по 1957 год в составе Великолукской области, с 1994 года — в составе Мошаровского сельского округа, с 2005 года — в составе Охватского сельского поселения, с 2020 года — в составе Пеновского муниципального округа.

## Население
| 1859 | 1889 | 2002 | 2010 |
| ---- | ---- | ---- | ---- |
| 65   | ↗94  | ↘31  | ↘25  |